# Stillhet (skulptur)

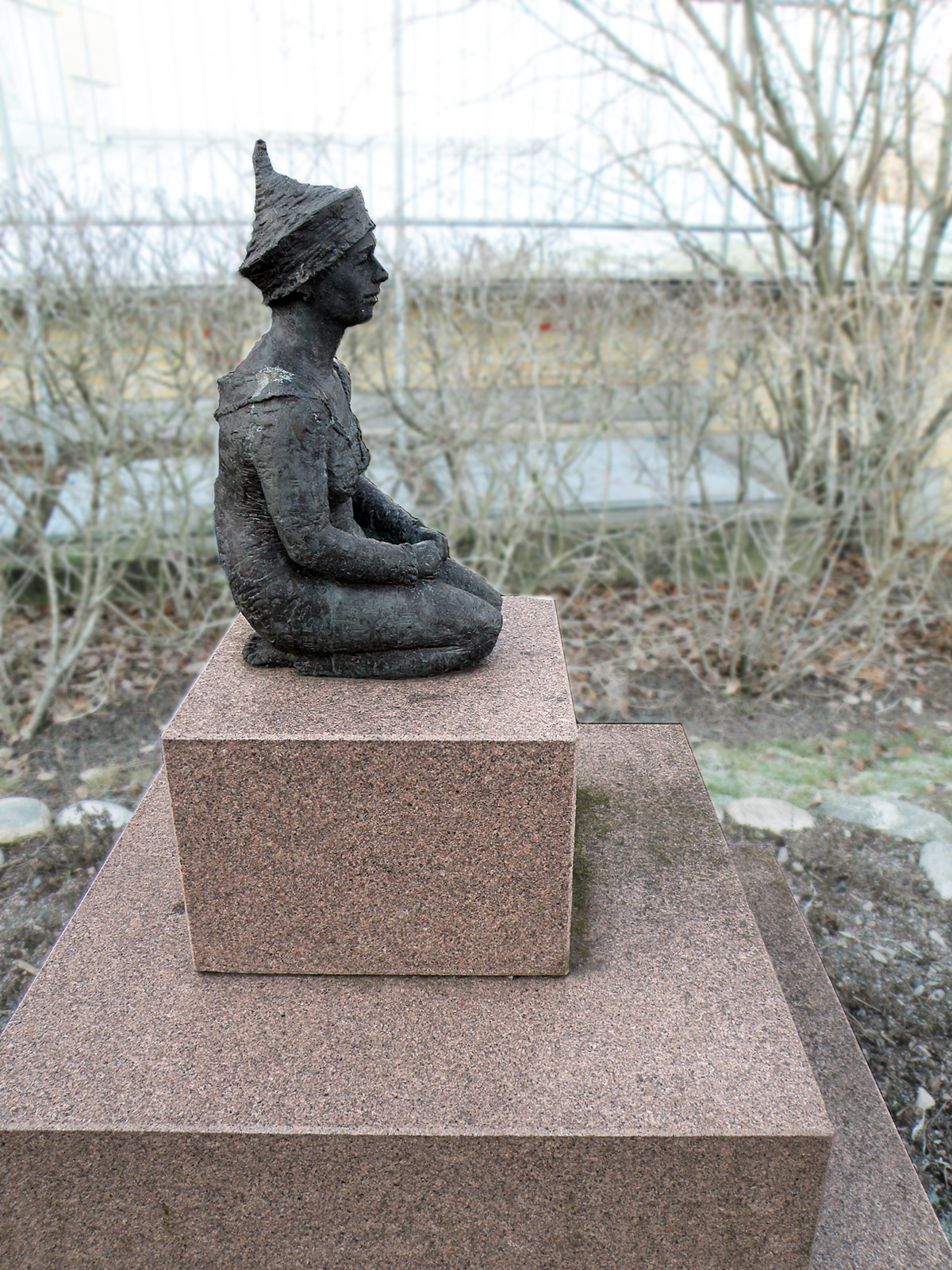
Skulpturen Stillhet av Britt Ignell.

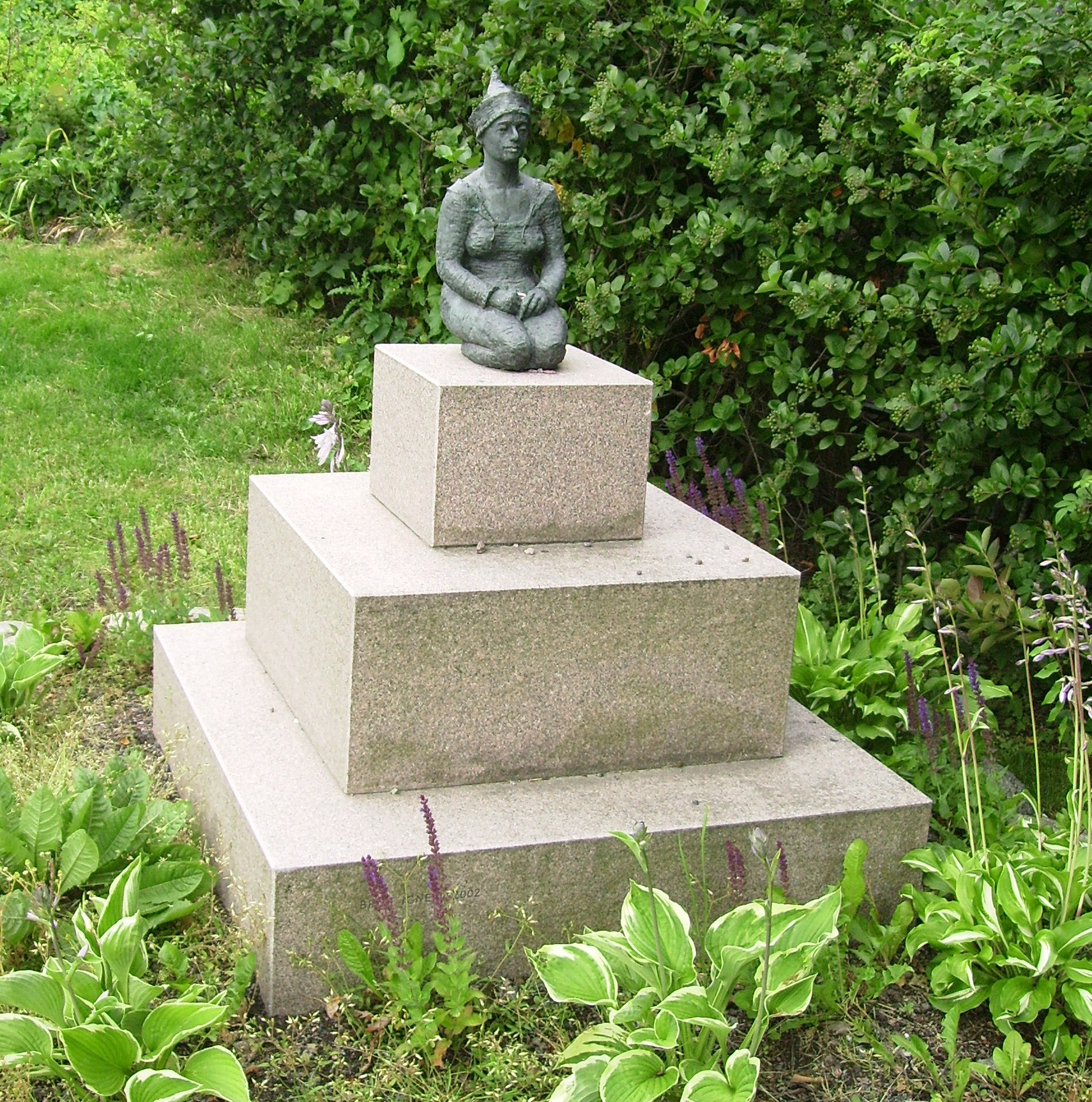
Stillhet

Stillhet är en skulptur vid Doktor Allards gata i Guldheden i Göteborg.
Det är en bronsskulptur utförd av skulptören Britt Ignell 2002, som föreställer en kvinna som sitter på knä på toppen av en granitsockel, formad som en tredelad trappstegspyramid. Hon är likadant klädd som kvinnan i skulpturen Väntan och har ett liknande uttryck av koncentrerat lugn. Skulpturen finns vid Allardhuset vid Doktor Allards Gata.